# Nyårsklockan
Nyårsklockan (engelska: Ring Out, Wild Bells) är en dikt av den engelske poeten Alfred Tennyson från 1850. Den svenska översättningen, som innehåller versraden "Ring, klocka, ring" är skriven av Edvard Fredin och publicerades i flera dagstidningar i januari 1889, samma år som Fredin avled 32 år gammal. I bokform gavs den ut 1890, ett år efter Fredins död.
Sedan mitten av 1890-talet är det tradition att dikten reciteras offentligt vid tolvslaget på Skansen i Stockholm, vilket ofta sänds i radio och TV. Anders de Wahl är den med flest offentliga nyårsuppläsningar – minst 36 gånger på Skansen och ytterligare ett antal endast i radio.

## Nyårsklockanpå Skansen

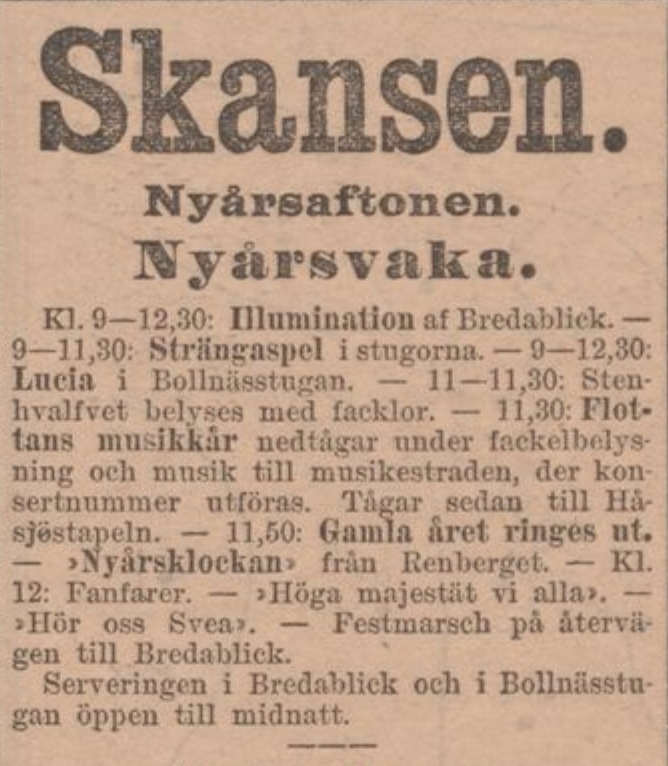
Annons från 1895 inför nyårsfirandet på Skansen i Stockholm, då dikten Nyårsklockan för första gången framfördes offentligt för att vaka in det nya året.

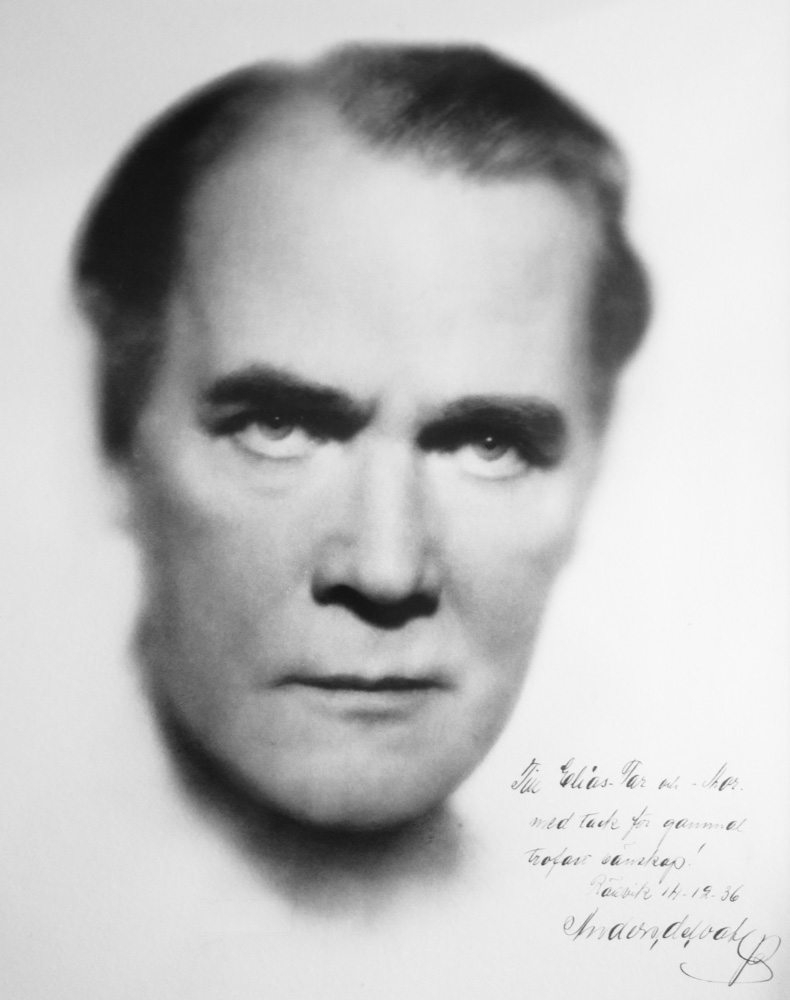
Anders de Wahl var uppläsare under många år. (Foto från 1930-talet.)

Första gången dikten lästes upp på Skansen vid nyåret var 1895, då uppläsningen hanterades av Nikolaus Bergendahl, kallad Magnis på Nabben och anställd vid Skansen. Året därpå var det snökaos och därför inställt, men 1897 – efter förfrågan från chefen på Skansen, Artur Hazelius – deklamerades dikten av Anders de Wahl.
Att det blev de Wahl, som då var en 28-årig teaterelev, berodde på att Hazelius fått reda på att han brukade läsa dikten för sin familj strax före tolvslaget. Anders de Wahls mor, skådespelerskan Anna de Wahl, hade personligen fått ett exemplar av dikten av Edvard Fredin.
De första decennierna lästes dikten bara för besökarna på Skansen. År 1926 lästes den första gången i radio av de Wahl, vilket sedan återkom under perioden 1934–1955. Under denna period förekom det att någon annan deklamerade dikten på Skansen.

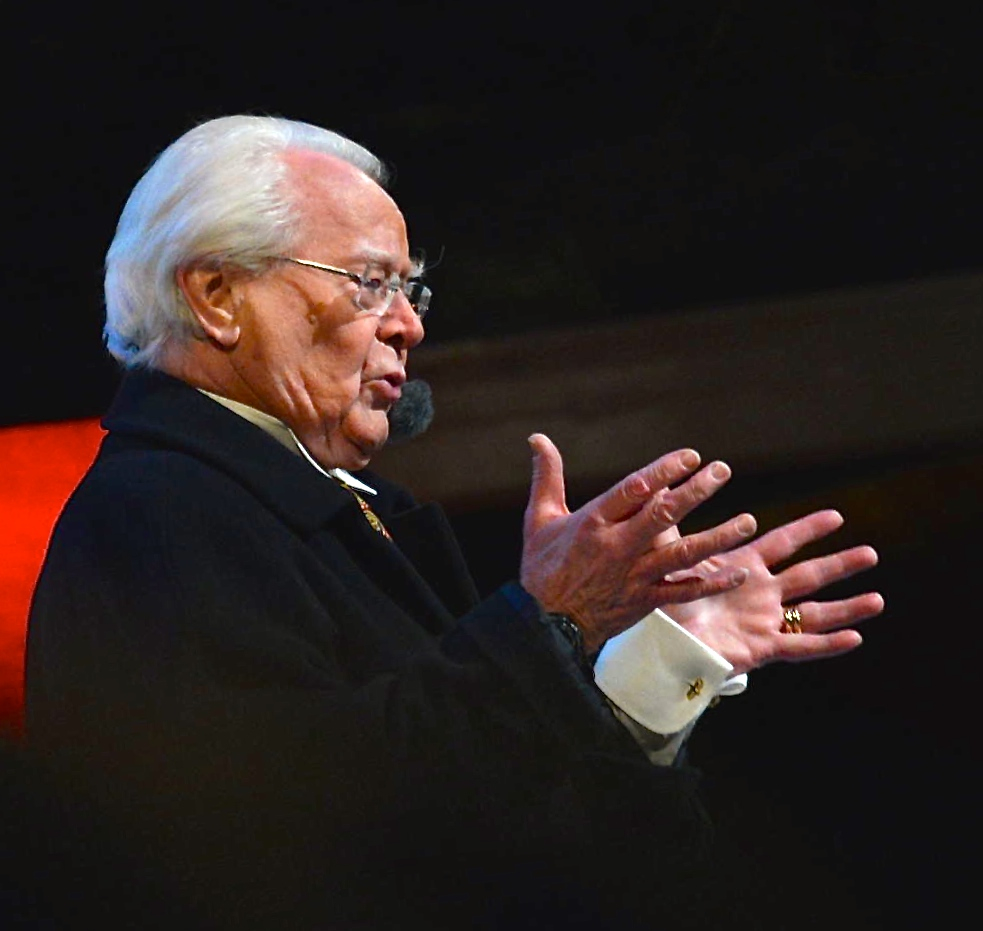
I 13 år läste Jan Malmsjö Nyårsklockan på Skansen i direktsänd TV. Här läser han den för sista gången den 31 december 2013.

Efter Anders de Wahls bortgång 1956 låg traditionen länge nere. Inför årsskiftet 1977/1978 bestämde dock Sveriges Television att man skulle återuppta traditionen och TV-sända den, under programnamnet Tolvslaget på Skansen. Skådespelaren Georg Rydeberg fick uppdraget, vilket blev en succé och traditionen fortlevde. Några av de skådespelare som återkommande läste dikten var Jarl Kulle, Jan Malmsjö och Margaretha Krook. Från 2014 har det varit tradition att byta uppläsaren varje år.
Dikten är tonsatt av Ejnar Eklöf och 1931 sjöng den då mycket kände kyrkosångaren Einar Ekberg – som på sin tid var en av landets mest populära sångare alla kategorier – in den på skiva till Ekeroths stråkensemble. Ekberg är den enda artist som sjungit in denna tonsatta nyårsdikt på skiva.

### Uppläsare vid Skansens nyårsfirande
Årtalen bör syfta på nyårsaftonens årtal.
- 1895 – Nikolaus Bergendahl[4]
- 1896 – inställt p.g.a. snökaos[4]
- 1897 – Anders de Wahl, skådespelare[8][4]
- 1898 – Anders Oscar Eliasson, skådespelare[7]
- 1899 – Ruben G:son Berg, litteraturhistoriker[7]
- 1900 – Lambert Lindblad[7]
- 1901 – Konstantin Axelsson, regissör och skådespelare[7]
- 1902–1904 – Anders de Wahl[7]
- 1905 – Bror Olsson, skådespelare[7]
- 1906–1916 – Anders de Wahl[9][7]
- 1917 – Ivan Hedqvist, skådespelare[7]
- 1918–1924 – Anders de Wahl[7]
- 1925 – Uno Henning, skådespelare[7]
- 1926–1931 – Anders de Wahl[7][a]
- 1932 – ingen uppläsning av dikten. Skansenchefen professor Andreas Lindblom höll istället ett högtidstal.[7]
- 1933 – Anders de Wahl[7]
- 1934 – Uno Henning på Skansen; Anders de Wahl i radio[7] ifrån Sveriges Radios studio på Kungsgatan 8 i Stockholm
- 1935–1938 – Anders de Wahl[7]
- 1939 – Arnold Sjöstrand, skådespelare[7]
- 1940 – Anders de Wahl i radio; ingen uppläsning på Skansen[7]
- 1941–1945 – Anders de Wahl[7]
- 1946 – Rune Lindström, författare och skådespelare, på Skansen; Anders de Wahl i radio[7]
- 1947–1955 – Olof Widgren på Skansen;[3][11] Anders de Wahl i radio[8][7]
- 1956 – ingen uppläsning; Skansen och Sveriges Radio hade dock gemensamt evenemang med kända artister och andra uppläsningar/sånger[7]
- 1957–1976 – ingen uppläsning
- 1977–1981[12]/1982[13] – Georg Rydeberg, skådespelare[14][7]
- 1983–1996 – Jarl Kulle, skådespelare[7]
- 1997–2000 – Margaretha Krook, skådespelare[15][4][7]
- 2001–2013 – Jan Malmsjö, skådespelare och underhållare[16][4]
- 2014 – Loa Falkman, operasångare och skådespelare[17]
- 2015 – Malena Ernman, operasångare[18]
- 2016 – Pernilla August, skådespelare[19]
- 2017 – Krister Henriksson, skådespelare[20]
- 2018 – Mikael Persbrandt, skådespelare[21]
- 2019 – Lena Endre, skådespelare[22]
- 2020 – Sofia Helin, skådespelare[23]
- 2021 – Reine Brynolfsson, skådespelare[24]
- 2022 – Lena Olin, skådespelare[25]
- 2023 – Tomas von Brömssen, skådespelare[26]
- 2024 – Johan Rabaeus, skådespelare[27]

## Texten

### Tennysons original
Det kan tyckas egendomligt att en dikt som blivit en nationell institution inte är svensk, utan en översättning. Men översättningen, tryckt i den annars bortglömde författaren Edvard Fredins Skilda stämmor (1884), är mycket fri. Om man jämför med originalet, Tennysons dikt nr 104 (Canto CIV) i den 131 avdelningar långa diktcykeln In Memoriam A.H.H. (1850), ser man att Fredins text är en omdiktning i ett annorlunda versmått, som inte är lika metriskt regelbunden, och kanske inte heller lika poetiskt koncis som originalet. Till nationalkänslans fromma kan sägas att de formuleringar som vi minns bäst, "ring, klocka, ring", "själaringning över land och vatten", "årets första, skälvande minut", är kreativa tillägg av översättaren.
På sidan 325 i samlingen Our Poetical Favorites. A selection from the best minor poems of the English language av Asahel c. Kendrick (1871) heter dikten "Christmas".

### Förändringar i den svenska uppläsningen
Varken den fjärde strofen (som efterlyser "mera rena lagar") eller den sista strofen i dikten (som handlar om den väntade Messias) brukar numera läsas i nyårsceremonin. Jan Malmsjö har sagt sig anse att den femte strofens poetiska programförklaring är inaktuell – där "diktens gatularm" rings ut till förmån för i "sångarhjärtan skaparglöden" – och brukar ersätta raderna med omskrivningar: "Ring ut det meningslösa gatuvåldets larm / ring till alla hjärtan skaparglöden" (2004) eller "Ring ut det meningslösa våldets gatularm / ring till alla hjärtan kärleksglöden" (2007). Senare gjorde även Pernilla August (2016) och Krister Henriksson (2017) liknande självsvåldiga ändringar i diktens text.

### På transpiranto
Det finns också en ännu friare översättning "La dinka sülwester", till transpiranto av Ludoviko Hagwaldo (Ludvig Hagwald), tryckt i Grönköpings veckoblad 1998. På fraser som "ding dinka dong" och "akva et rabatta" syns det att det är en översättning av den svenska versionen, inte av det engelska originalet.